# Megabelodon
Il megabelodonte (gen. Megabelodon) è un mammifero estinto, appartenente ai proboscidati. Visse nel Miocene superiore (circa 9 – 7 milioni di anni fa) e i suoi resti fossili sono stati ritrovati in Nordamerica, in particolare in Nevada e Nuovo Messico.

## Descrizione
Questo animale era simile agli odierni elefanti, ma il cranio era molto diverso, e soprattutto la mandibola aveva un aspetto peculiare. In generale, la morfologia del cranio ricordava quella del ben noto Gomphotherium, con due zanne superiori relativamente corte e leggermente ricurve verso il basso. La mandibola era priva di zanne, ma era dotata di una sinfisi allungata e non appuntita, con la parte distale leggermente espansa. Quest'ultima era caratterizzata da una scanalatura simmetrica e ruvida nella sua superficie dorsale.

## Classificazione
Il genere Megabelodon venne descritto per la prima volta da Barbour nel 1914, sulla base di resti fossili ritrovati in Nebraska; la specie tipo è Megabelodon lulli. Altre specie attribuite a questo genere sono M. minor del Nevada e M. joraki del Nuovo Messico.
Megabelodon era assai simile a Eubelodon, e anche meglio conosciuto di quest'ultimo, a causa del rinvenimento di due scheletri completi. Secondo alcuni autori (Tobien, 1973; Shoshani e Tassy, 1996) Megabelodon sarebbe un sinonimo di Gomphotherium; tuttavia, altri autori rimarcano la notevole differenza nella mandibola tra i due generi. In ogni caso, Megabelodon doveva essere parte di un clade di gonfoteridi piuttosto specializzati, privi di difese inferiori.